# Vystrel
Vystrel (Выстрел) è un film del 1966 diretto da Naum Michajlovič Trachtenberg.